# André Géraud
Pour les articles homonymes, voir Géraud.
André Géraud, de son nom de plume « Pertinax », né le 18 octobre 1882 à Saint-Louis-de-Montferrand (Gironde) et mort le 11 décembre 1974 à Ségur-le-Château (Corrèze), est un journaliste français, spécialiste des relations internationales.

## Biographie
André Géraud dirigeait le service étranger du quotidien L'Écho de Paris. 
Ce nationaliste, politiquement à droite, combattit tous les régimes fascistes. Il collabora successivement aux quotidiens suivants :  le Daily Telegraph, L'Écho de Paris, Temps, L'Ordre d'Émile Buré à la fin des années 1930, pour lutter contre l'esprit munichois, à la revue L'Europe nouvelle (il en est le rédacteur à partir de mars 1938). 
Son hostilité à Franco, soutenu par L'Écho de Paris, le marginalisa. Pendant l'Occupation, il s'exila à New-York, où il publia en 1943 un livre, Les Fossoyeurs, défaite militaire de la France, armistice, contre-révolution qui reste un ouvrage de référence sur la France des années 1930, son personnel politique et militaire, et la situation de la presse.
De retour en France à la Libération, il collabora à France-Soir sous la direction de Pierre Lazareff.